# Жибуртович, Лев Николаевич
Лев Николаевич Жибуртович (6 апреля 1927, Самара — 8 ноября 2005) — советский хоккеист и тренер. Судья всесоюзной категории по хоккею с шайбой (1963).

## Биография
Младший из четырёх братьев Жибуртовичей, трое из которых играли в хоккей. Отец, Николай Арсентьевич — участник Первой мировой войны, трёхкратный кавалер Георгиевского креста, затем — бухгалтер.
В детские и юношеские годы занимался футболом и хоккеем с мячом в куйбышевских командах, в том числе в команде общества «Спартак». В послевоенные годы начал заниматься хоккеем с шайбой. В сезоне 1948/49 выступал в одной из низших лиг за «Труд» (Куйбышев).
В сезоне 1949/50 играл за московский «Спартак», провёл один матч в высшей лиге. Позднее также играл за клубную команду московского «Спартака» в соревнованиях КФК.
В середине 1950-х годов вернулся в Куйбышев, где стал работать хоккейным тренером. В сезоне 1954/55 возглавлял куйбышевский «Спартак». Затем много лет работал в СКВО/СКА (Куйбышев). По одним данным, работал старшим тренером армейского клуба в 1958—1959 и 1962—1968 годах. По другим данным, был не главным тренером, а как минимум в середине 1960-х годов работал ассистентом А. Г. Комарова.
По данным сайта Спорт-страна.ру, Лев Николаевич умер 8 ноября 2005 года. На сайте российской Федеральной нотариальной палаты по запросу «Жибуртович Лев Николевич» в реестре наследственных дел дата смерти Льва Николаевича также указана как 8 ноября 2005 года.
По данным официального сайта хоккейного клуба ЦСК ВВС, Лев Николаевич умер в декабре 2005 года.
Похоронен на Городском кладбище Самары.

## Личная жизнь
Брат Юрий (1921—1950) играл в хоккей за ВВС и погиб в авиакатастрофе под Свердловском. Брат Павел (1925—2006) — заслуженный мастер спорта СССР по хоккею. Самый старший брат Николай (1919—2001) — известный в Самаре архитектор. Упоминается сын Сергей (род. 1955).